# Vivos o preferiblemente muertos
Vivos o preferiblemente muertos es una película de 1969 protagonizada por Giuliano Gemma, y perteneciente al subgénero del spaghetti western.

## Argumento
Un moribundo dispone que su único heredero, si quiere recibir el legado que él le deja, deberá convivir con su odiado hermano durante seis meses.
- Datos: Q488140